# Saverne
Saverne (niem. Zabern) – miejscowość i gmina we Francji, w regionie Grand Est, w departamencie Dolny Ren.
Według danych na rok 1990 gminę zamieszkiwało 10 278 osób, a gęstość zaludnienia wynosiła 395 osób/km² (wśród 903 gmin Alzacji Saverne plasuje się na 21. miejscu pod względem liczby ludności, natomiast pod względem powierzchni na miejscu 30.).

## Współpraca
- Pokrow, Rosja
- Donaueschingen, Niemcy
- Leominster, Wielka Brytania
- Mława, Polska

Saverne
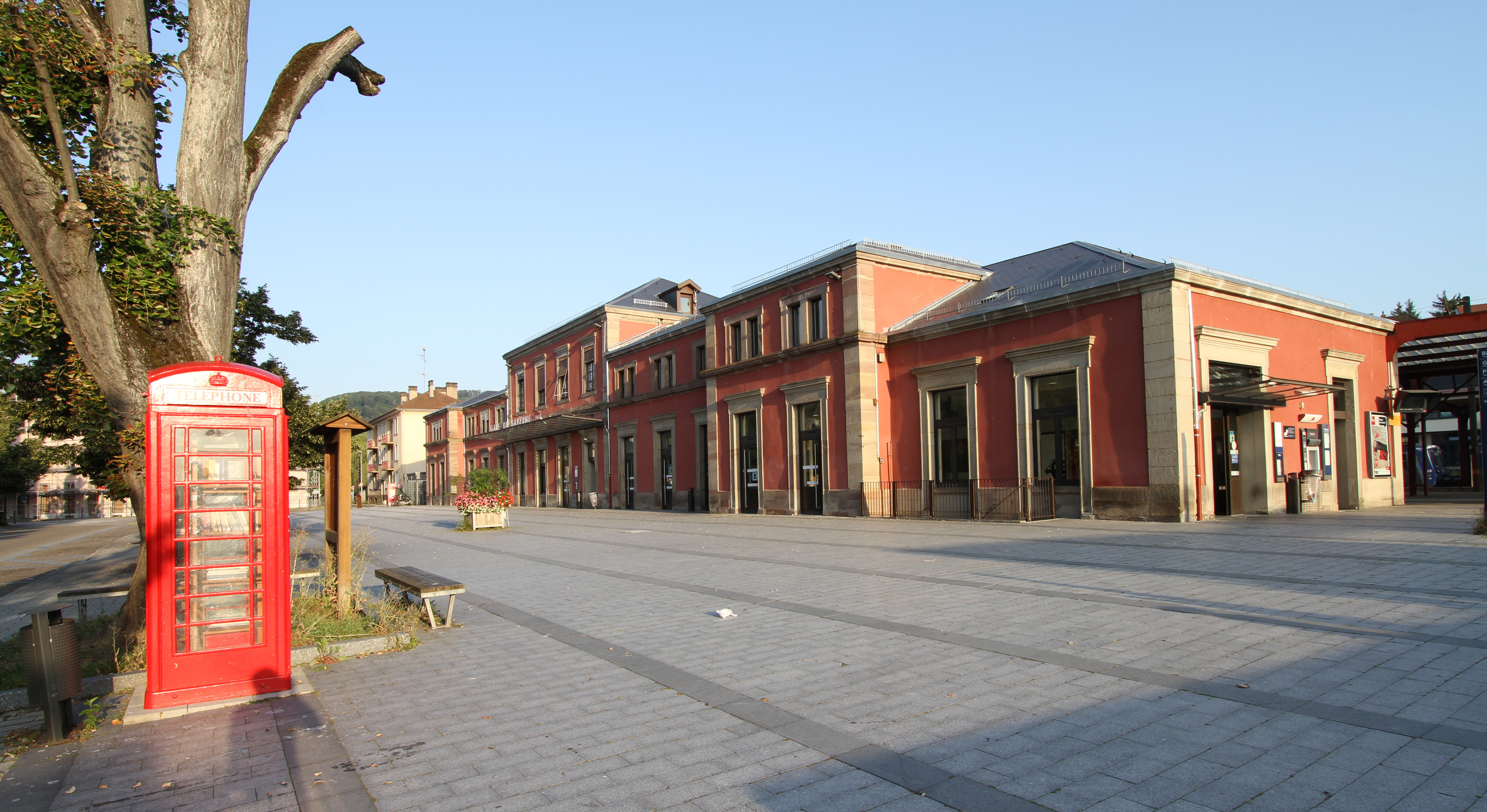
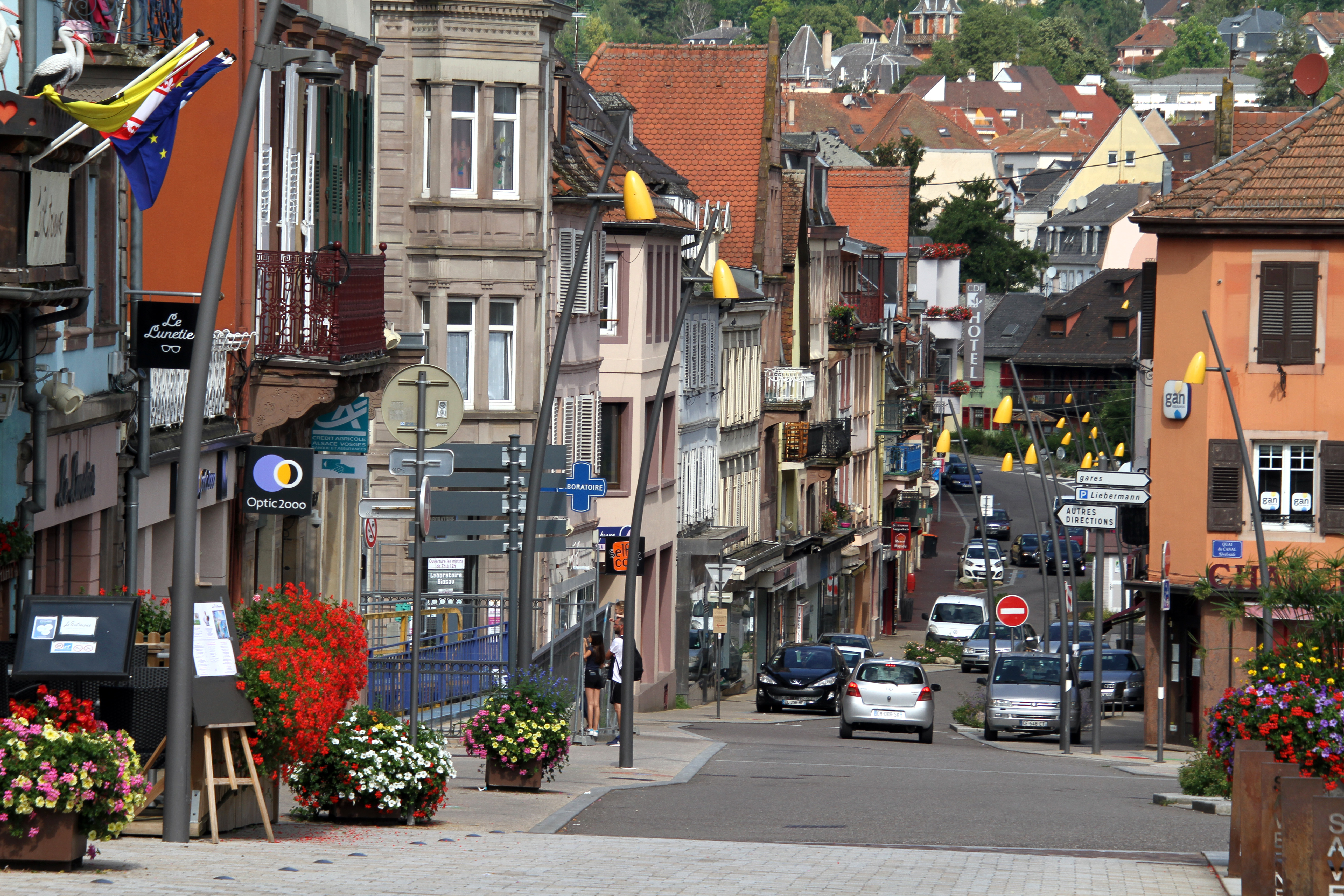
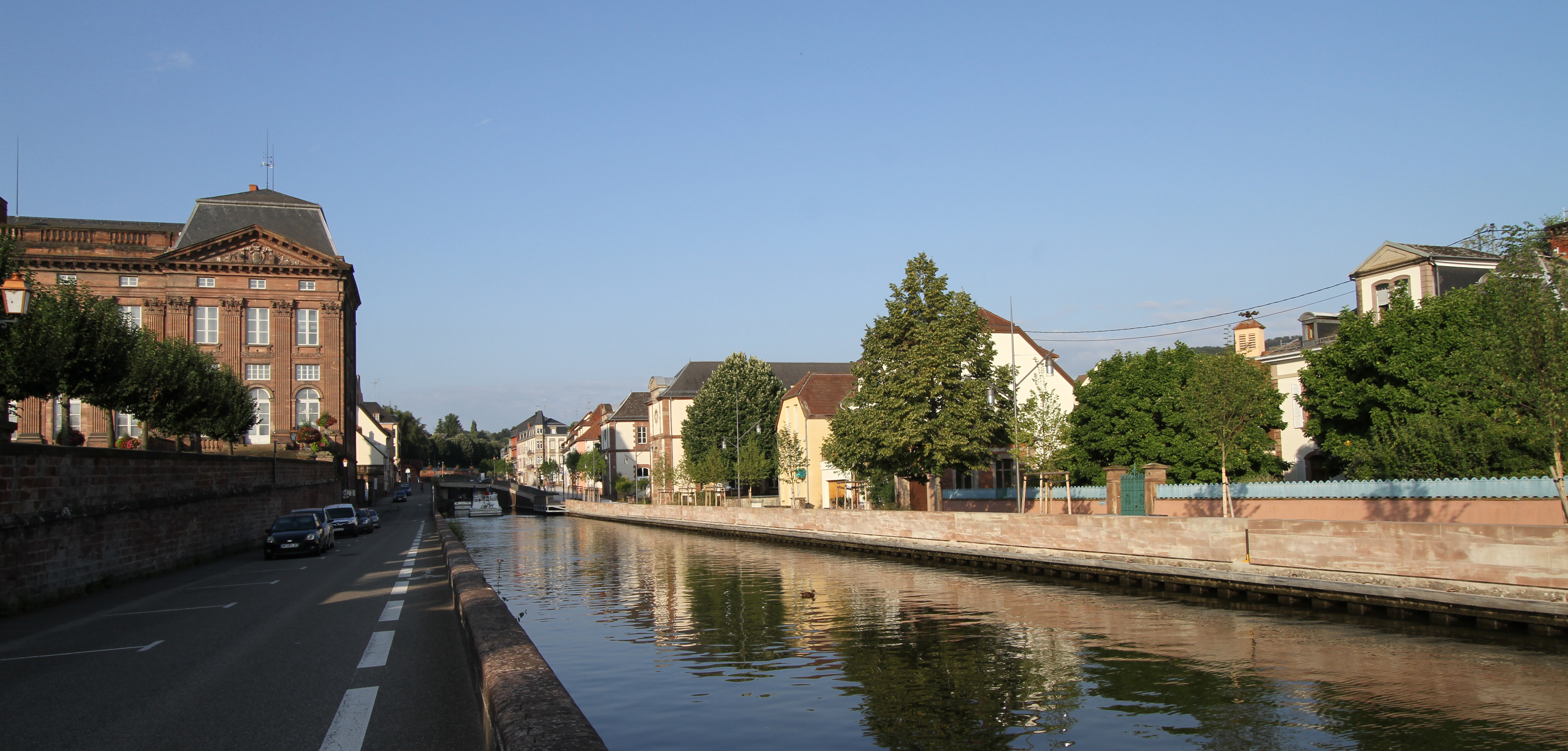
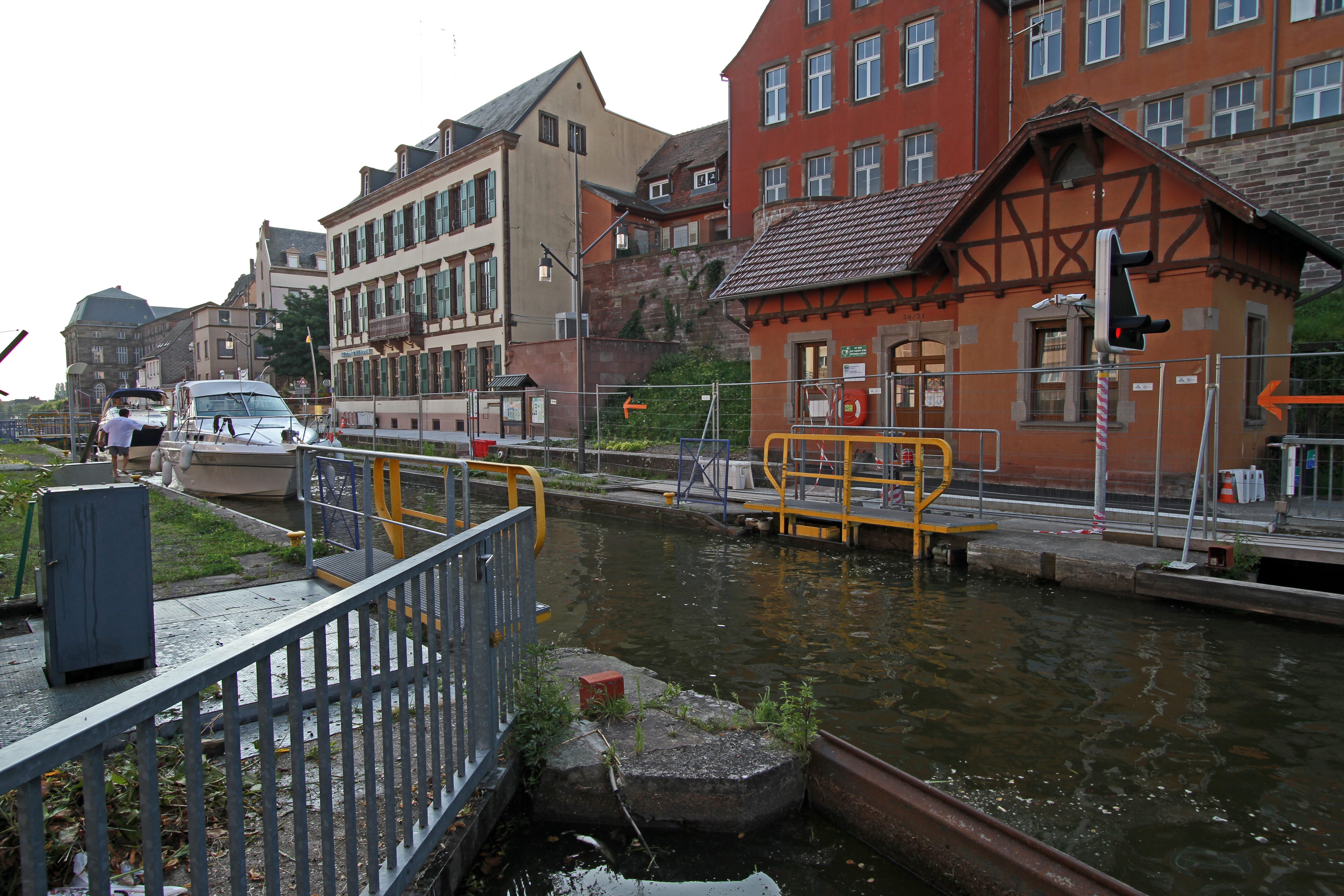
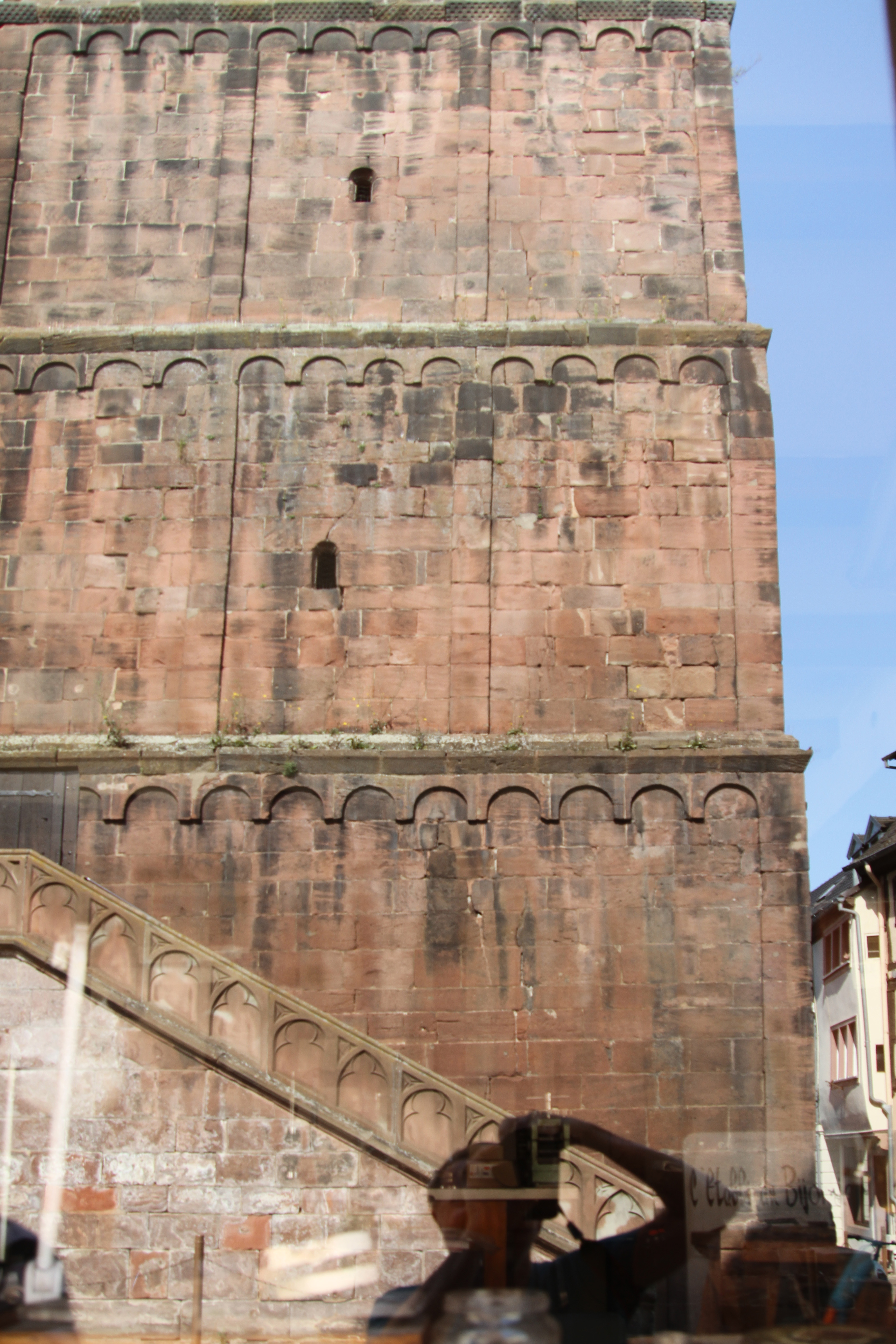
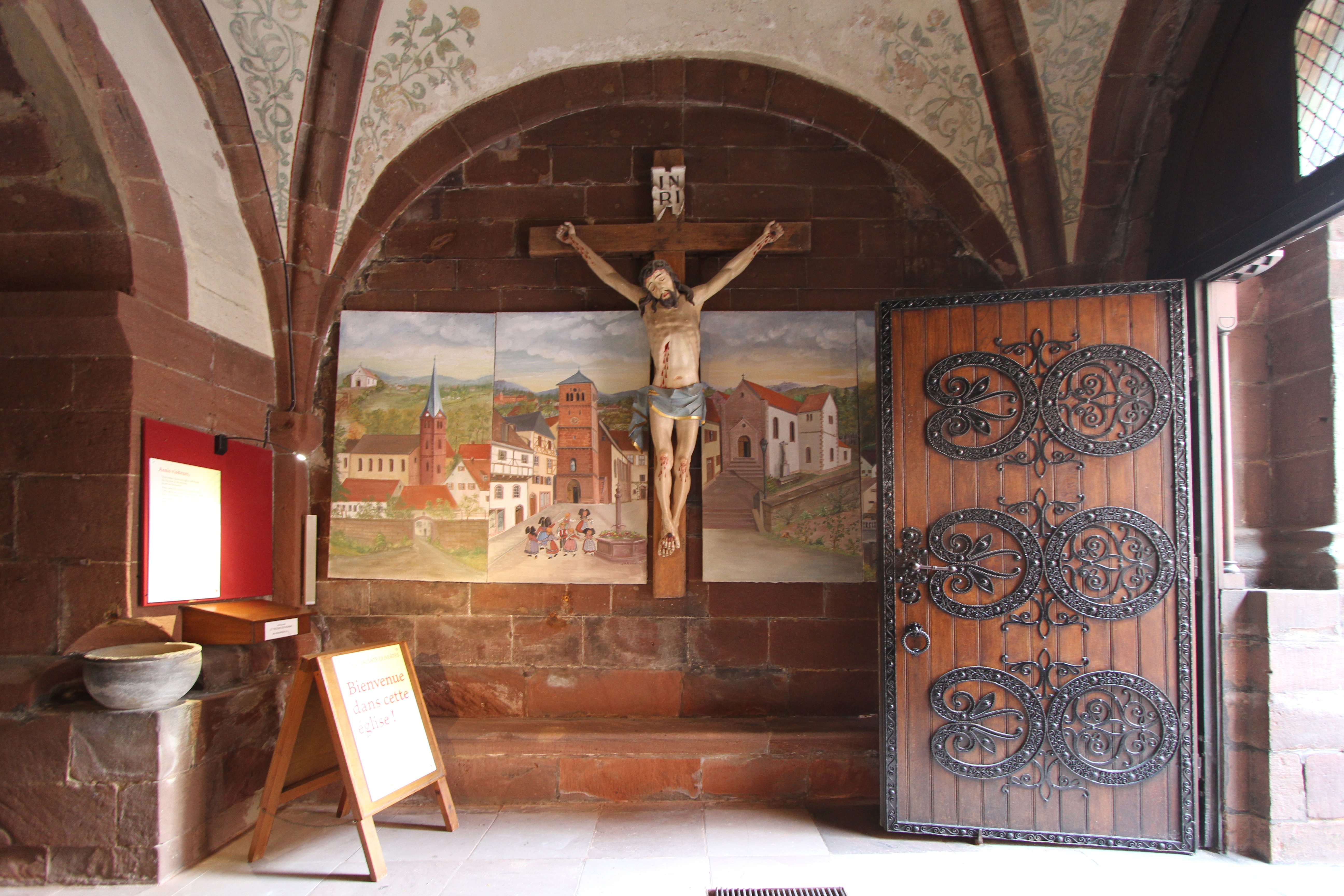
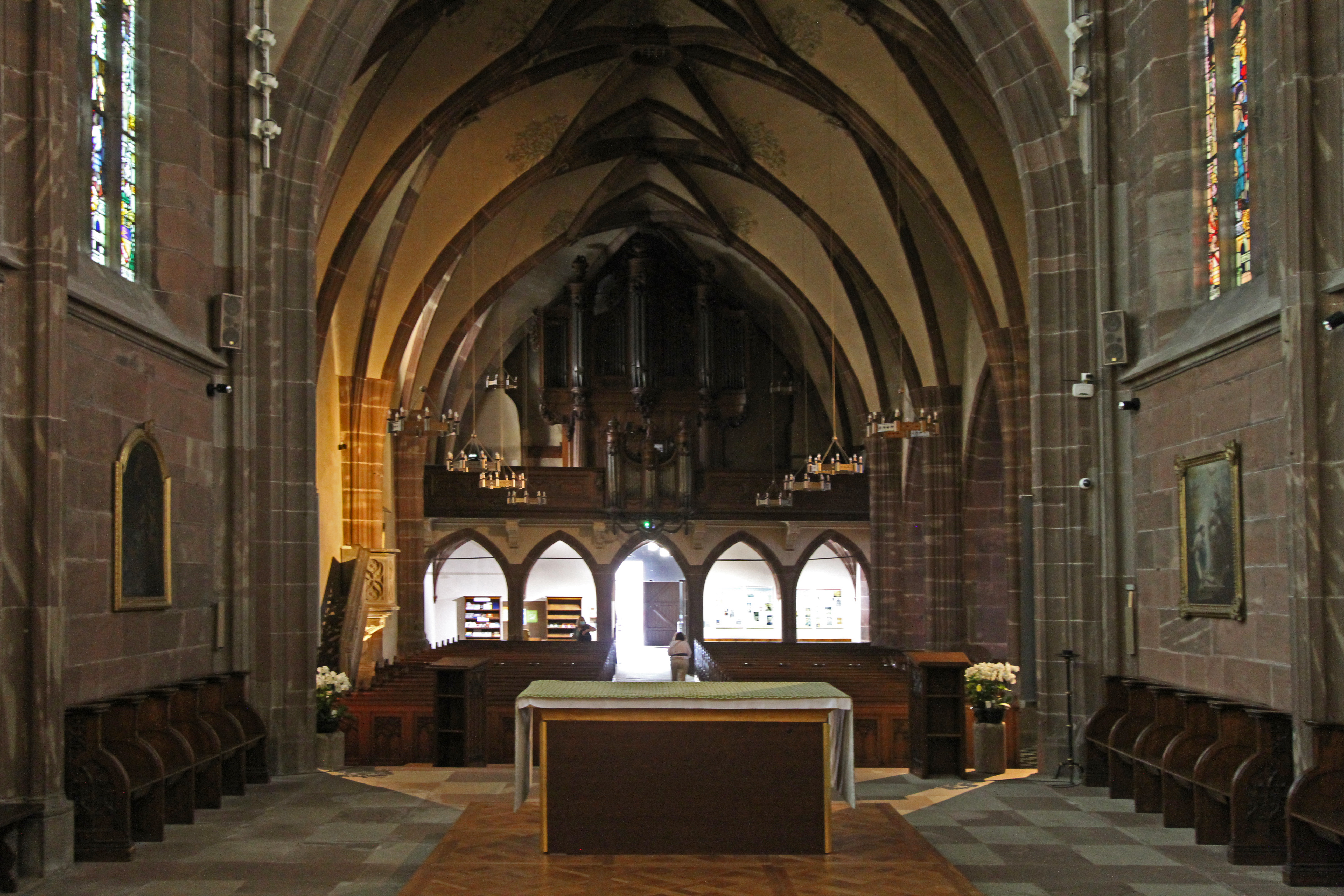
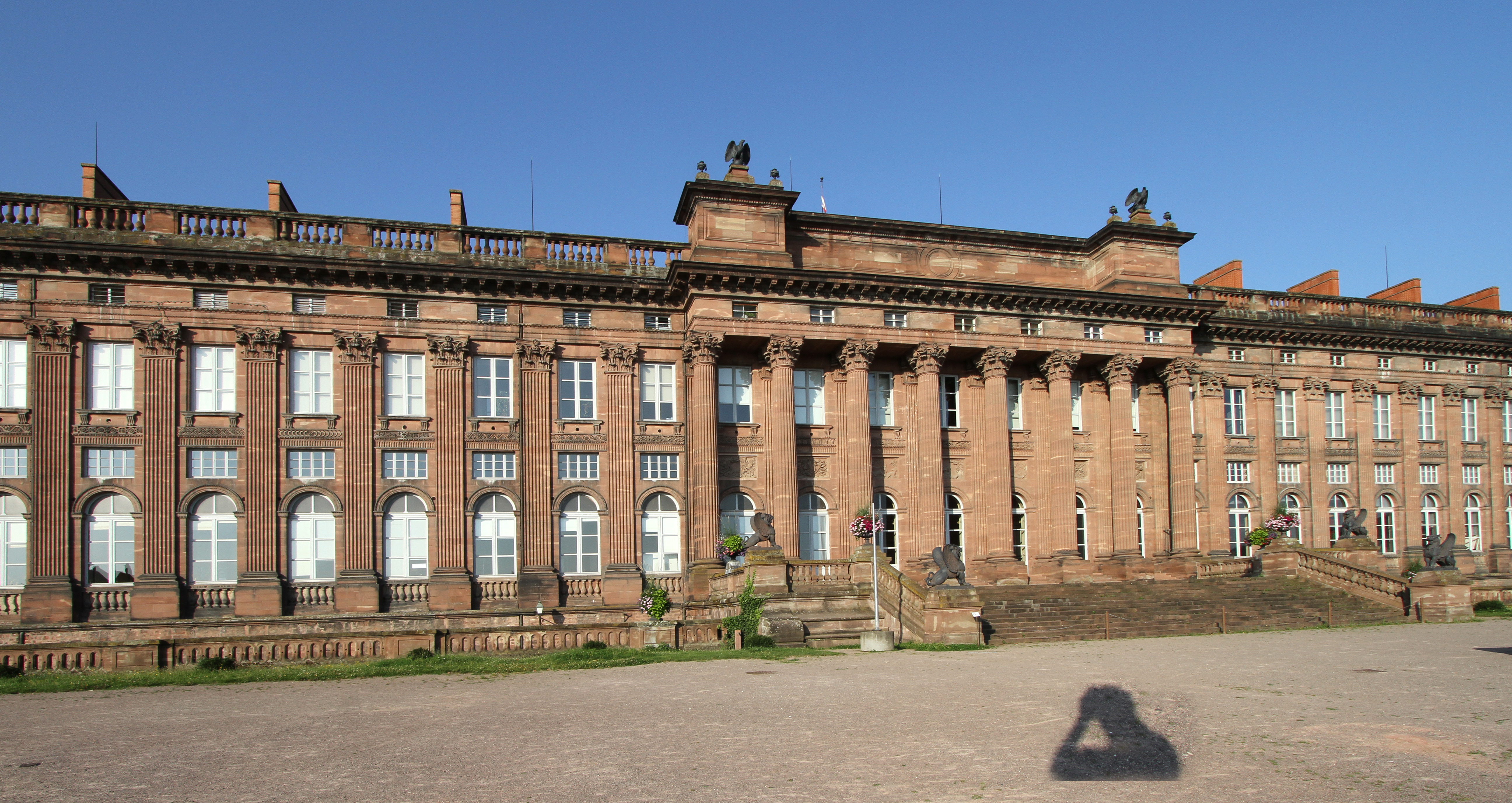
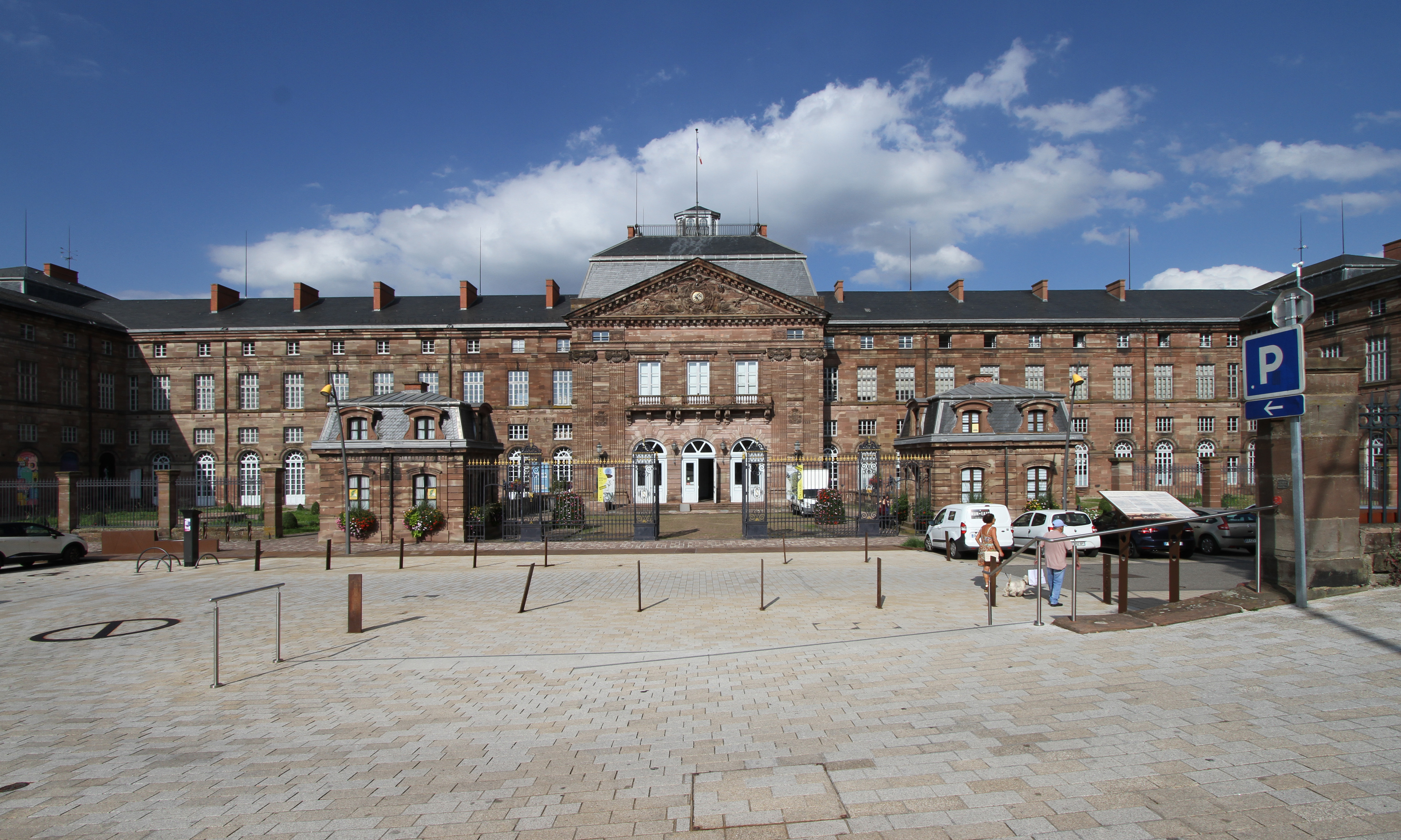